# شياماك دافار
شياماك دافار هو مصمم رقصات هندي ، ويُشار إليه باعتباره المعاصرة وأشكال الرقص الغربي إلى الهند. شهر باءنه معلم الرقص المعاصر في الهند. وهو مسؤول عن تحديث مشهد الرقص في الهند وخاصة في صناعتي السينما والمسرح. إنه يحظى بالاحترام بسبب رقصه "أسلوب شياماك" المتطور باستمرار والذي يحظى بشعبية كبيرة.
هو مصمم رقاصة المشاهير رقصات الممثلين و الهنود راجيبوة للسينما والمسرح لأحداث مثل جوائز IIFA وجوائز فيلم فير. ممثلو بوليود شهيد كابور ، سوشانت سينغ ، قارون دهاون ، إيشان خطار كانوا أعضاء في شركة شياماك دافار للرقص. كان الممثلون الهنود القادمون رسلان ممتاز وشوب والممثل الطفل دارشيل سفاري أيضًا جزءًا من شركة شياماك دافار للرقص.